# 家族そろって歌合戦
『家族そろって歌合戦』（かぞくそろってうたがっせん）は、1966年（昭和41年）4月24日から1980年（昭和55年）12月28日までTBS系列局で放送されていた歌謡番組である。TBS（当時・東京放送）が幹事局を務めていたが、各地のネット局が持ちまわりで番組制作と配信を担当していた。当初はモノクロ放送だったが、1970年4月5日放送分からカラー放送を開始した。

## 概要
日本各地の市民会館などで公開収録を行っていた視聴者参加型番組。司会は漫才コンビの獅子てんや・瀬戸わんやが務めていた。一旦CMに入る際には、てんや・わんやと歴代の女性アシスタント（後述）が「テレビを御覧の皆様にはスポンサーからのお知らせを〜どうぞ！」の台詞を発し、その際に首を横に振る様子をカメラがズームアップで捉えていた。
出場者たちは家族単位のグループで参加。各チームには「リスさんチーム」や「キツネさんチーム」など動物の名が冠されていた。観覧希望者は、前もって現地のネット局宛に観覧したい旨のハガキを送る必要があった。
番組は14年半に渡って放送。視聴率は高い時で昼間の時間帯ながら平均15％（ビデオリサーチ、関東地方）を記録していたことがあったが、晩年は平均5〜6％に下がっていた。最終回の公開録画は愛知県西尾市で行われた。

## 放送時間
いずれも日本標準時。
- 日曜 13:30 - 14:30 （1966年4月24日 - 1969年3月30日）
- 日曜 13:15 - 14:25 （1969年4月6日 - 1979年9月30日）
- 日曜 13:00 - 13:55 （1979年10月7日 - 1980年12月28日）

## 出演者

### 司会
- 獅子てんや・瀬戸わんや

### アシスタント
番組内ではてんや・わんやとともに「司会」としてクレジットされ、オープニングとエンディングでテーマ曲を歌う女性3 - 4人がアシスタント（番組内では「コーラス」とクレジット）として補佐していた。
- 初代[5]：豊原ミツ子（1966年4月24日 - 1966年9月）
- 2代目：渋沢詩子（1966年10月 - 1967年3月）
- 3代目：天地総子（1967年4月 - 1970年3月）
- 4代目[6]：須藤敏子（1970年4月 - 1972年9月）
- 5代目[7]：坂本まり（1972年10月 - 1974年8月）
- 6代目[8]：加藤幸子（1974年9月 - 1977年9月）
- 7代目：合田由美（1977年10月 - 1979年9月）
- 8代目：佐藤梨枝（1979年10月 - 1980年12月）

### サブ司会
1979年10月から最終回まではフリーアナウンサーの宮内恒雄がサブ司会として加わり、出場家族の紹介等を行っていた（地方での収録時には、各局の男性アナウンサーが影読みで担当）。

### 審査員
- 市川昭介
- 笠置シヅ子
- 神津善行
- 山本直純
- 高木東六（審査委員長） → 五十嵐喜芳
- 阿部進[9]
- このほか、当日のゲスト歌手たちも審査員に加わっていた。ゲスト歌手は毎回2組で、1組は準決勝前に、もう1組は決勝戦前に持ち歌を披露していた。

## トーナメントに出場するチーム名を示す動物
（）内は、各チーム登場時に掛かるBGM。
- ゾウ（ぞうさん）
- クマ（金太郎）
- ウサギ（うさぎのダンス）
- タヌキ（証城寺の狸囃子）
- リス（りすりす小栗鼠）
- サル（おさるのかごや）
- ネコ（ねこふんじゃった）
- キツネ（小ぎつね）

1979年10月の枠縮小でリスさんチーム・ネコさんチームが廃止された。なお、「正月スペシャル」などの時にはチームが増えることがあった。

## テーマソング
作詞：不明 / 作曲：小川寛興 / 歌：ベニ・シスターズ（初代）、パピーズなど（中期） → アパッチ（1979年10月 - 最終回）
- オープニングでは1番が、エンディングでは2番が歌われた。
- ベニ・シスターズ時代はマーチテンポだったが、アパッチ時代は一部アレンジされた。
- なお、13:15開始時代末期（時期不詳）には、これとは別のオープニングテーマがてんや・わんやと女性アシスタントによって歌われ、てんや・わんや・アシスタントの3人を模したパペットがその歌に合わせて踊るオープニングがあった。

## ルールと賞品
毎週8チーム（1チーム3人）計24人（末期には6チーム、計18人）の家族が出場。トーナメント方式で行われていた。
1回戦と決勝では、チーム全員でステージ中央にあるスタンドマイクで歌う。準決勝は各チーム1人ずつ（放送時間が1時間となった末期は1人がソロ・残り2人はデュエット）がハンドマイクで歌う。どちらも歌が終わったところで審査員が投票し、演奏ジングルと同時にトーナメントパネルの動物が上昇し、残った方のチームが上位に進出となる。
決勝戦では1回戦と同じ形式で歌う。その後、てんや・わんやが「お待ちどう様でした。さあ、いよいよ優勝チームの発表です！審査員の皆さん、スイッチをどうぞ！」と言い、投票と同時にドラムロールと共に動物が上昇し、残った方が優勝。迫力のあるファンファーレが鳴った。優勝家族は表彰台に（末期にはファミリー賞、最末期では準優勝の家族も）立ち（わんやが「表彰台に上がっていただきます」と言う）、豪華景品が贈呈された（末期にはてんやからトロフィーも授与）。賞金もあった。
また、ゲスト2人が決めるファミリー賞（賞品はスポンサーのパロマ、東鳩製菓（現・東ハト） → 田中貴金属工業、カゴメ → メナード化粧品、大塚化学（大塚食品） → セキスイハウス（積水ハウス）の商品）もある。最末期には歌唱賞を1人選び、該当者にはてんやが盾を贈っていた。参加賞は出場者の写真とてんや・わんや、女性アシスタント、審査員のサインが入った額縁（最末期にはアルバム）である。

### 補足
- 初期には審査員がどちらのチームに投票したかを審査員が自ら告げていたが、中期頃[いつ?]からは審査員席の上にランプが設けられ、誰がどのチームに投票したか分かるようになった。
- 末期にはトーナメントパネルが新調されたと同時に、ステージのスタンドマイクの両脇に白いバーが設置され、アシスタントが動物のプラカードをはめ込むと審査結果時にトーナメントパネルと同じく動物が上昇、残った方のチームが勝ち抜けであることが観客にも判るようになっていた。
- 8チーム制時代の準決勝は、勝ち上がった4チームが1対1の対戦を2回行う方式だったが、6チーム制時代には3チームが1対1対1の対戦を1回行い、全審査員が入れた票数の多かった2チームが決勝進出となる方式に変更された。なお、この時は動物上昇の演出は省かれた。

## 番組で行われた企画

### 正月大会
番組では芸能人（他もあり）家族が出場する「ゲスト大会」が不定期に行われており、特に1970年代前期までは新年一発目の放送でゲスト大会を行っていた。
- ゲスト大会（1967年1月1日）[13]

初の正月大会。出場家族は四方晴美、バーブ佐竹、玉川良一、田村魚菜、近藤昭仁（当時：大洋ホエールズ内野手）ほか。
1967年は平年であり、大晦日も日曜と重なったので、「スポーツマン大会」を行った。
- コメディアン大会（1970年1月4日）[13]
- スター家族大会（1972年1月2日）[13]

出場家族は四代目三遊亭小圓遊、杉本英世、四方晴美、小鹿ミキ、初代林家三平、沼沢康一郎、小松政夫と、かつて初代アシスタントを務めた豊原ミツ子。なお四方は2回目の出演。
この年は閏年であり、1967年以来日曜が大晦日になったため、通常ではあるが放送された（内容は不明）
- 青年大会（1974年1月6日）[13]

### 歌う家族日本一!!
1974年（昭和49年）から1975年（昭和50年）にかけて9回に渡って、「歌う家族日本一!!」を開催。日本を8つの地区に分け、各地区で「全国大会」出場者を決めるべく予選を行い、予選通過家族が「全国大会」で日本一を目指して競い合う。放送日と地区は次の通り。なお「全国大会」の開催・収録は「文京公会堂」で行われた。
| 回 | 放送日         | 地区             |
| -- | -------------- | ---------------- |
| 1  | 1974年 12月8日 | 日本海           |
| 2  | 12月15日       | 九州南部・沖縄   |
| 3  | 12月22日       | 関東             |
| 4  | 12月29日       | 山陽・中国・四国 |
| 5  | 1975年 1月5日  | 東北・北海道     |
| 6  | 1月12日        | 東海・中部       |
| 7  | 1月19日        | 関西             |
| 8  | 1月26日        | 九州北部         |
| 9  | 2月2日         | 【全国大会】     |

### その他
- 新春家族そろって歌合戦 歌いぞめ北から南（1978年1月1日）[13]

11年振りにして最後の元日放送。史上唯一の「新春」冠付および、放送時間を30分拡大（14:30の『オーケストラがやってきた』を休止して13:15 - 15:00）して放送。
この年も1967年同様、元日と大晦日が日曜日になったので、大晦日は「年忘れの巻」を放送した。

## 番組のカラー放送及び特例のステレオ放送について
- 映像については当初モノクロ放送だったが、1970年（昭和45年）4月5日放送分[3]から、収録時にカラー中継車を所有している制作局にて収録した回からカラー放送を開始した[注 1]。但し、この年はJNN加盟局を始め番組をネットしている地方局が相次いでカラー中継車を導入し始めた時期で、その導入前後の収録が多い為、カラーとモノクロの回の混在が多かった。番組がほぼ毎回カラー放送となったのは同年12月13日の放送からで[22]、1971年になるとモノクロ放送は僅かとなり、沖縄が日本に復帰した年である1972年（昭和47年）までには、毎回のカラー放送化を完了した。
- 音声についてはモノラル放送だが、特例として、1980年3月30日放送「福岡県福岡市の巻」は、制作したRKB毎日放送が、この放送日から音声多重放送を開始[23][24]することから、同局はこの回をステレオで収録、その開始日に放送。同局に於けるステレオ放送 第1号の番組となった[1]。但し、この時はRKB側で電電公社の同時ネット回線の受け側は音声多重化されていたものの、ネットの送り出し側は未対応で、かつTBS等同送り出し対応局に事前のビデオ送りもしていなかった為、RKBのみのステレオ放送となった[2]。

## その他
この番組に出演したのがきっかけでスカウトされ、プロの歌手としてデビューしたのがやまがたすみこと倉田まり子である。また、ヴァイオリニストの悠情は、小学生のときに父・従妹とともに本番組（1978年8月27日放送、愛知県安城市大会でCBCが製作著作）に出場し、優勝を果たしている。その回のゲストは石川さゆりと鈴木隆夫だった。
1969年（昭和44年）2月9日放送回は「おわらいゲスト大会」と銘打ち、四代目桂米丸・青空はるお・あきおら寄席芸人の家族が出場、そして通常は「公会堂での収録」だが、この回は「TBSの（旧）Gスタジオで生放送」となった。また寄席芸人家族が出場という事で、冒頭では寄席セットの中、てんや・わんやのミニ漫才や、天地総子アシスタントが「天地屋総子亭」というコメディアンに扮して登場するという、当時裏で放送していた『日曜演芸会』（NET）を思わせるお笑いもあった。
1969年12月28日は珍しく放送が休止、これは前日の27日に「第32回衆議院議員総選挙」投票が行われ、そして27日23:45から28日15:55まで一部の通常番組（主に報道番組）を挟みながら開票速報を放送したため。
2001年（平成13年）発刊の『TBS50年史』に付属のDVDには、神奈川県茅ヶ崎市で収録され、千昌夫と小野由紀子がゲスト出演した回が収録されている。放送日は不明だが、マイク横に動物パネル上昇用レールが置かれ、さらにレギュラー審査員が市川・笠置・神津・五十嵐・阿部だったことから末期と考えられる。
この番組に出演したのがきっかけで、てんや・わんやは旅行貯金を始めた。各地の公開収録の都度郵便局に寄っては収録地の記録を残していた。

## 放送局
※系列は放送当時
| 放送対象地域           | 放送局       | 系列                   | 備考 |
| ---------------------- | ------------ | ---------------------- | --- |
| 関東広域圏             | 東京放送     | TBS系列                | 現・TBSテレビ |
| 北海道                 | 北海道放送   | TBS系列                | |
| 青森県                 | 青森テレビ   | TBS系列                | 1969年12月の開局時から放送 1975年3月まではNETテレビ系列局（事実上TBS系列とのクロスネット局）                                                    |
| 岩手県                 | 岩手放送     | TBS系列                | 現・IBC岩手放送 |
| 宮城県                 | 東北放送     | TBS系列                | |
| 福島県                 | 福島テレビ   | TBS系列 フジテレビ系列 | 1970年4月から放送 1971年5月までは日本テレビ系列局（事実上TBS系列とのクロスネット局） 1971年6月から同年9月まではTBS系列単独加盟局                |
| 山梨県                 | テレビ山梨   | TBS系列                | 1970年4月の開局時から放送 |
| 新潟県                 | 新潟放送     | TBS系列                | |
| 長野県                 | 信越放送     | TBS系列                | |
| 静岡県                 | 静岡放送     | TBS系列                | |
| 石川県                 | 北陸放送     | TBS系列                | |
| 中京広域圏             | 中部日本放送 | TBS系列                | 現・CBCテレビ |
| 近畿広域圏             | 朝日放送     | TBS系列                | 現・朝日放送テレビ（テレビ朝日系列） 1975年3月30日まで放送                                                                                      |
| 近畿広域圏             | 毎日放送     | TBS系列                | 1975年4月6日から放送 腸捻転解消に伴う移行 |
| 島根県 →島根県・鳥取県 | 山陰放送     | TBS系列                | 1972年9月17日までの放送免許エリアは島根県のみ 電波相互乗り入れにより、1972年9月24日からは鳥取県でも放送                                         |
| 岡山県 →岡山県・香川県 | 山陽放送     | TBS系列                | 現・RSK山陽放送 1979年3月31日（本番組の3月25日放送分）までの放送免許エリアは岡山県のみ 電波相互乗り入れにより、1979年4月1日からは香川県でも放送 |
| 広島県                 | 中国放送     | TBS系列                | |
| 山口県                 | テレビ山口   | TBS系列 フジテレビ系列 | 1970年4月の開局時から放送 1978年9月まではテレビ朝日系列とのトリプルネット局                                                                     |
| 愛媛県                 | 南海放送     | 日本テレビ系列         | 1975年4月6日から放送 1992年9月まではJNNにも番販で参加し、事実上のクロスネット状態だった                                                         |
| 高知県                 | テレビ高知   | TBS系列                | 1970年4月の開局時から放送 |
| 福岡県                 | RKB毎日放送  | TBS系列                | RKBが制作した1980年3月30日放送「福岡県福岡市の巻」は、同局に於けるステレオ放送第1号の番組となった。                                             |
| 長崎県                 | 長崎放送     | TBS系列                | |
| 熊本県                 | 熊本放送     | TBS系列                | |
| 大分県                 | 大分放送     | TBS系列                | |
| 宮崎県                 | 宮崎放送     | TBS系列                | |
| 鹿児島県               | 南日本放送   | TBS系列                | |
| 沖縄県                 | 琉球放送     | TBS系列                | |

収録地の系列局が「製作著作」として単独でクレジットされ、ネット局一覧でも先頭に表示された。また、字幕テロップや提供クレジットも各局で用意していたため、局ごとに差異が見られた。ステージのセットも同様で、演奏バンド席（ボックス）も各局で用意した当時の略称ロゴ入りのものを使用していた。